# قبس ثعباني
قبس ثعباني (الاسم العلمي:Phlox colubrina) هو نوع من النباتات يتبع جنس القبس من الفصيلة البولامونيونية.